# Acrobolbus titibuensis
Acrobolbus titibuensis là một loài rêu tản trong họ Acrobolbaceae. Loài này được (S. Hatt.) S. Hatt. miêu tả khoa học lần đầu tiên năm 1951.